# 7808 Bagould
7808 Bagould eller 1976 GL8 är en asteroid i huvudbältet som upptäcktes den 5 april 1976 av den argentinska astronomen Mario R. Cesco vid El Leoncito-observatoriet. Den är uppkallad efter den amerikanske astronomen Benjamin Apthorp Gould.
Asteroiden har en diameter på ungefär 8 kilometer.